# تيد هاريس (رياضياتي)
تيد هاريس (بالإنجليزية: Ted Harris)‏ هو رياضياتي أمريكي، ولد في 11 يناير 1919 في فيلادلفيا في الولايات المتحدة، وتوفي في 3 نوفمبر 2005.